# Джабхат ан-Нусра
Джабхат ан-Нусра (на арабски: جبهة النصرة لأهل الشام, Джабхат ан-нусра ли-ахл аш-шаам – „Фронт за подкрепа на сирийския народ“), или фронт „Нусра“, е ислямистка групировка и клон на Ал-Кайда в Сирия. Групировката обявява сформирането си на 23 януари 2012 година по време на гражданската война в Сирия и е най-агресивното и успешно крило на сирийските бунтовници според наблюдатели на конфликта.
През декември 2012 година САЩ обявяват фронта „Нусра“ за терористична групировка. През април 2013 година групировката официално се обявява за клон на Ал-Кайда.